# Az Újpest FC 2011–2012-es szezonja
Az Újpest FC 2011–2012-es szezonja szócikk az Újpest FC első számú férfi labdarúgócsapatának egy idényéről szól, mely sorozatban a 100., összességében pedig a 106. idénye a csapatnak a magyar első osztályban. A klub fennállásának ekkor volt a 126. évfordulója. A csapat ebben az idényben az NB I 13. helyén végzett.

## Statisztikák
Utolsó elszámolt mérkőzés dátuma: 2012. május 27.

### Mérkőzések
| Lejátszott mérkőzések száma        | 44 (30 OTP Bank Liga, 8 Magyar kupa, 6 Ligakupa)       |
| Győzelmek száma                    | 14 (8 OTP Bank Liga, 3 Magyar kupa, 3 Ligakupa)        |
| Döntetlenek száma                  | 11 (8 OTP Bank Liga, 2 Magyar kupa, 1 Ligakupa)        |
| Vereségek száma                    | 19 (14 OTP Bank Liga, 3 Magyar kupa, 2 Ligakupa)       |
| Szerzett gólok száma               | 70                                                     |
| Kapott gólok száma                 | 73                                                     |
| Gólkülönbség                       | –3                                                     |
| Sárga lapok                        | 89                                                     |
| Kiállítások                        | 9                                                      |
| Legtöbbet figyelmeztetett játékos  | Rajczi Péter (8 , 4 )                                  |
| Legnagyobb arányú győzelem         | Újpest 4–0 Bajai LSE (2012. 03. 13.)                   |
| Legnagyobb arányú vereség          | Újpest 1–5 Debreceni VSC (2012. 04. 01.)               |
| Legmagasabb hazai nézőszám         | 9 527 néző, Újpest 1–1 Ferencvárosi TC (2012. 05. 12.) |
| Legalacsonyabb hazai nézőszám      | 200 néző, Újpest 1–0 Szolnoki MÁV (2011. 10. 5.)       |
| Legtöbbször pályára lépett játékos | Balajcza Szabolcs (38 mérkőzés)                        |
| Házi gólkirály                     | Kabát Péter (12 )                                      |
| Házi gólkirály                     | Rajczi Péter (12 )                                     |
| Pontok                             | 55/133 (41,35%)                                        |

### Kiírások
| Kiírás        | Statisztikák | Statisztikák | Statisztikák | Statisztikák | Statisztikák | Statisztikák | Kezdő forduló | Végső forduló/ helyezés | Mérkőzések dátumai | Mérkőzések dátumai |
| Kiírás        | M            | GY           | D            | V            | LG–KG        | GK           | Kezdő forduló | Végső forduló/ helyezés | Első               | Utolsó             |
| ------------- | ------------ | ------------ | ------------ | ------------ | ------------ | ------------ | ------------- | ----------------------- | ------------------ | ------------------ |
| OTP Bank Liga | 30           | 8            | 8            | 14           | 34–46        | –12          | —             |                         | 2011. 07. 16.      | 2012. 05. 27.      |
| Magyar kupa   | 8            | 5            | 0            | 3            | 19–12        | +7           | 3. forduló    | Elődöntő                | 2011. 09. 21.      | 2012. 04. 11.      |
| Ligakupa      | 6            | 3            | 1            | 2            | 17–15        | +2           | Csoportkör    | Csoportkör              | 2011. 08. 31.      | 2011. 11. 16.      |

## Mérkőzések
| Színmagyarázat | Színmagyarázat |
| -------------- | -------------- |
|                | Győzelem.      |
|                | Döntetlen.     |
|                | Vereség.       |

### Téli felkészülési mérkőzések
| 2012. január 20. |

| Újpest                       | 5 – 0               | Budafok |
| ---------------------------- | ------------------- | ------- |
| Kabát Marković Rajczi Kovács | (1 – 0) Jegyzőkönyv |         |

| Telki |

| 2012. január 22. |

| Újpest                                                              | 8 – 0               | Tura |
| ------------------------------------------------------------------- | ------------------- | ---- |
| Jevtić 9' 32' Rajczi 26' 28' Lipták 35' Marković 67' 68' Barczi 82' | (5 – 0) Jegyzőkönyv |      |

| Telki Játékvezető: Farkas T. (magyar) |

| 2012. január 28. |

| Újpest     | 1 – 1               | Gyirmót FC |
| ---------- | ------------------- | ---------- |
| Barczi 69' | (0 – 0) Jegyzőkönyv | Cseri 52'  |

| Telki |

| 2012. január 31. |

| Vasas                 | 1 – 0               | Újpest |
| --------------------- | ------------------- | ------ |
| Mihajlović 7' (öngól) | (1 – 0) Jegyzőkönyv |        |

| Illovszky Rudolf Stadion, Budapest Nézőszám: 400 Játékvezető: Kömpf Gyula (magyar) |

| 2012. február 7. |

| MFK Košice | 0 – 1               | Újpest    |
| ---------- | ------------------- | --------- |
|            | (0 – 0) Jegyzőkönyv | Lázár 10' |

| Belek, Törökország Nézőszám: 200 |

| 2012. február 10. |

| FC Brașov                            | 3 – 2               | Újpest                          |
| ------------------------------------ | ------------------- | ------------------------------- |
| Ilioski 21' da Silva 61' Enceanu 90' | (1 – 1) Jegyzőkönyv | Barczi 7' Jevtić 86' (11-esből) |

| Belek, Törökország Nézőszám: 100 |

| 2012. február 13. |

| FK Voliny Luck | 2 – 1       | Újpest                |
| -------------- | ----------- | --------------------- |
|                | Jegyzőkönyv | Remili 42' (11-esből) |

| Belek, Törökország |

| 2012. február 16. |

| FC Rapid București | 2 – 1               | Újpest   |
| ------------------ | ------------------- | -------- |
| Grigorie Roman     | (2 – 0) Jegyzőkönyv | Zamostny |

| Belek, Törökország |

| 2012. február 19. |

| Újpest | 0 – 1               | MFK Banská Bystrica |
| ------ | ------------------- | ------------------- |
|        | (0 – 0) Jegyzőkönyv | Hlinka              |

| Illovszky Rudolf Stadion, Budapest Nézőszám: 500 Játékvezető: Berke Balázs (magyar) |

### OTP Bank Liga 2011–12

#### Őszi fordulók
| 1. forduló 2011. július 16. 20:00 |

| Újpest | 0 – 1                         | Lombard Pápa                                            |
| ------ | ----------------------------- | ------------------------------------------------------- |
|        | (0 – 0) Jegyzőkönyv Részletek | Marić 81' Présinger 7' Farkas 68' Totadze 88' Varga 90' |

| Szusza Ferenc Stadion, Budapest Nézőszám: 3 128 Játékvezető: Oláh Gábor (magyar) |

| 2. forduló 2011. július 23. 20:00 |

| Győri ETO                | 1 – 0                         | Újpest                  |
| ------------------------ | ----------------------------- | ----------------------- |
| Pilibaitis 53' Fehér 42' | (0 – 0) Jegyzőkönyv Részletek | Dvorschák 23' Lázár 54' |

| ETO Park, Győr Nézőszám: 3 000 Játékvezető: Solymosi Péter (magyar) |

| 3. forduló 2011. július 30. 19:00 |

| BFC Siófok                       | 2 – 0                         | Újpest    |
| -------------------------------- | ----------------------------- | --------- |
| Haraszti 1' Huszák 45' Fehér 64' | (2 – 0) Jegyzőkönyv Részletek | Kabát 57' |

| Révész Géza utcai stadion, Siófok Nézőszám: 3 300 Játékvezető: Berke Balázs (magyar) |

| 4. forduló 2011. augusztus 7. 18:00 |

| Újpest                                        | 0 – 2                         | Paksi FC                                                              |
| --------------------------------------------- | ----------------------------- | --------------------------------------------------------------------- |
| Marković 56' Rajczi 58' Üveges 74' Pollák 81' | (0 – 0) Jegyzőkönyv Részletek | Éger 59' (11-esből) Vayer 90' (11-esből) Báló 54' Böde 69' Sifter 84' |

| Szusza Ferenc Stadion, Budapest Nézőszám: 3 508 Játékvezető: Farkas Ádám (magyar) |

| 5. forduló 2011. augusztus 14. 18:00 |

| Kaposvári Rákóczi                            | 2 – 2                         | Újpest                                                                                  |
| -------------------------------------------- | ----------------------------- | --------------------------------------------------------------------------------------- |
| Perić 7' (11-esből) 85' Zsók 80' Kulcsár 87' | (1 – 0) Jegyzőkönyv Részletek | Dvorschák 47' Rajczi 88' 90′ Böőr 17' Marković 18' Szokol 30′ Pollák 64' Mihajlović 85' |

| Rákóczi Stadion, Kaposvár Nézőszám: 3 400 Játékvezető: Berger József (magyar) |

| 6. forduló 2011. augusztus 21. 16:00 |

| Újpest    | 1 – 1                         | Diósgyőr                  |
| --------- | ----------------------------- | ------------------------- |
| Kabát 51' | (0 – 0) Jegyzőkönyv Részletek | Seydi 68' Budovinszky 85' |

| Szusza Ferenc Stadion, Budapest Nézőszám: 4 791 Játékvezető: Kovács J. Zoltán (magyar) |

| 7. forduló 2011. augusztus 28. 16:00 |

| Debreceni VSC                                | 3 – 2                         | Újpest                                       |
| -------------------------------------------- | ----------------------------- | -------------------------------------------- |
| Bódi 22' Yannick 49' Coulibaly 63' Šimac 75' | (1 – 1) Jegyzőkönyv Részletek | Egerszegi 37' Simon 74' Kabát 15' Rajczi 53' |

| Oláh Gábor utcai stadion, Debrecen Nézőszám: 8 500 Játékvezető: Iványi Zoltán (magyar) |

| 8. forduló 2011. szeptember 10. 15:00 |

| Újpest                                                             | 4 – 1                         | Pécsi MFC                                   |
| ------------------------------------------------------------------ | ----------------------------- | ------------------------------------------- |
| Dvorschák 13' Mihajlović 18' Kabát 85' (11-esből) 72' Rajczi 90+2' | (2 – 0) Jegyzőkönyv Részletek | Andorka 51' Gyánó 35' Pintér 68' Dibusz 84' |

| Szusza Ferenc Stadion, Budapest Nézőszám: 2 815 Játékvezető: Andó-Szabó Sándor (magyar) |

| 9. forduló 2011. szeptember 17. 17:30 |

| Budapest Honvéd                                                               | 2 – 0                         | Újpest                              |
| ----------------------------------------------------------------------------- | ----------------------------- | ----------------------------------- |
| Danilo 61' (11-esből) 71' 71' Horváth 43' Debreceni 53' Zelenka 63' Botis 65' | (0 – 0) Jegyzőkönyv Részletek | Dvorschák 13' Pollák 43' Tajthy 50' |

| Bozsik József Stadion, Budapest Nézőszám: 3 300 Játékvezető: Iványi Zoltán (magyar) |

| 10. forduló 2011. szeptember 24. 17:30 |

| Újpest                                                                             | 4 – 1                         | Haladás                                                  |
| ---------------------------------------------------------------------------------- | ----------------------------- | -------------------------------------------------------- |
| Rajczi 34' (11-esből) 37' Balogh 52' 90+2' Mihajlović 36' Barczi 75' Dvorschák 77' | (2 – 0) Jegyzőkönyv Részletek | Schimmer 56' Iszlai 18' Rózsa 31' Kovács 36' Guzmics 89′ |

| Szusza Ferenc Stadion, Budapest Nézőszám: 3 826 Játékvezető: Veizer Roland (magyar) |

| 11. forduló 2011. október 1. 17:30 |

| Vasas SC                                                 | 3 – 0                         | Újpest     |
| -------------------------------------------------------- | ----------------------------- | ---------- |
| Dajić 8' Bárányos 31' Beliczky 38' Kovács 26' Farkas 45' | (3 – 0) Jegyzőkönyv Részletek | Rajczi 61' |

| Illovszky Rudolf Stadion, Budapest Nézőszám: 4 728 Játékvezető: Takács János (magyar) |

| 12. forduló 2011. október 16. 16:00 |

| Újpest                                                                        | 4 – 2                         | Zalaegerszegi TE                                  |
| ----------------------------------------------------------------------------- | ----------------------------- | ------------------------------------------------- |
| Rajczi 6' 65' (11-esből) 61' Simon 23' Marković 69' Dvorschák 28' Kabát 90+1' | (2 – 0) Jegyzőkönyv Részletek | Kamber 61' 75' Szakály 63' Bulatović 66' Máté 71' |

| Szusza Ferenc Stadion, Budapest Nézőszám: 3 217 Játékvezető: Szilasi Szabolcs (magyar) |

| 13. forduló 2011. október 22. 15:00 |

| Ferencváros                                                         | 3 – 0                         | Újpest                                        |
| ------------------------------------------------------------------- | ----------------------------- | --------------------------------------------- |
| Pölöskey 7' Somalia 38' Lisztes 90+2' Józsi 8' Júnior 35' Balog 62' | (2 – 0) Jegyzőkönyv Részletek | Szokol 38' Marković 41' Pollák 57' Barczi 70' |

| Albert Flórián Stadion, Budapest Nézőszám: 12 500 Játékvezető: Kassai Viktor (magyar) |

| 14. forduló 2011. október 29. 17:30 |

| Újpest                                                                                   | 3 – 1                         | Kecskeméti TE                                                   |
| ---------------------------------------------------------------------------------------- | ----------------------------- | --------------------------------------------------------------- |
| Kovács 38' Rajczi 87' (11-esből) 71' Balajti 90+2' Marković 33' Kabát 72' Mihajlović 75' | (1 – 0) Jegyzőkönyv Részletek | Kéthévoama 66' 66' Čukić 10' Maynard 63' Gyurcsó 68' Balogh 86′ |

| Szusza Ferenc Stadion, Budapest Nézőszám: 2 615 Játékvezető: Bognár Tamás (magyar) |

| 15. forduló 2011. november 6. 16:00 |

| Videoton                                     | 3 – 0                         | Újpest                                            |
| -------------------------------------------- | ----------------------------- | ------------------------------------------------- |
| Nikolics 79' 82' Santos 85' 86' Mitrović 54' | (0 – 0) Jegyzőkönyv Részletek | Kovács 31' Marković 40' Mihajlović 52′ Lipták 90' |

| Sóstói Stadion, Székesfehérvár Nézőszám: 4 150 Játékvezető: Fábián Mihály (magyar) |

| 16. forduló 2011. november 18. 18:00 |

| Lombard Pápa                          | 0 – 1                         | Újpest                  |
| ------------------------------------- | ----------------------------- | ----------------------- |
| Marić 42' Horváth 49' Rodenbücher 75' | (0 – 0) Jegyzőkönyv Részletek | Lázár 68' 27' Szokol 3' |

| Perutz Stadion, Pápa Nézőszám: 1 400 Játékvezető: Vad István (magyar) |

| 17. forduló 2011. november 26. 17:30 |

| Újpest                              | 1 – 3                         | Győri ETO                                                          |
| ----------------------------------- | ----------------------------- | ------------------------------------------------------------------ |
| Kabát 86' 88' Takács 45' Lipták 57′ | (0 – 1) Jegyzőkönyv Részletek | Trajković 39' Dudás 57' (11-esből) 20' Ahjupera 80' 73' Völgyi 72' |

| Szusza Ferenc Stadion, Budapest Nézőszám: 2 623 Játékvezető: Iványi Zoltán (magyar) |

#### Tavaszi fordulók
| 18. forduló 2012. március 3. 16:00 |

| Újpest                                      | 1 – 1                         | BFC Siófok          |
| ------------------------------------------- | ----------------------------- | ------------------- |
| Kabát 34' Pollák 9' Rajczi 57′ Balajcza 72' | (1 – 0) Jegyzőkönyv Részletek | Simon 72' Nyári 73′ |

| Szusza Ferenc Stadion, Budapest Nézőszám: 4 400 Játékvezető: Böcskei Balázs (magyar) |

| 19. forduló 2012. március 10. 16:00 |

| Paksi FC                                 | 2 – 0                         | Újpest    |
| ---------------------------------------- | ----------------------------- | --------- |
| Hrepka 4' 26' Magasföldi 66′ Heffler 83' | (2 – 0) Jegyzőkönyv Részletek | Fodor 47' |

| Fehérvári úti stadion, Paks Nézőszám: 3 468 Játékvezető: Radványi Ádám (magyar) |

| 20. forduló 2012. március 16. 18:00 |

| Újpest                                                 | 3 – 1               | Kaposvári Rákóczi                                         |
| ------------------------------------------------------ | ------------------- | --------------------------------------------------------- |
| Remili 20' Kabát 54' 85' 50' Pollák 34' Vasiljević 45' | (1 – 0) Jegyzőkönyv | Grumić 52' Pavlović 53' Balázs 61' Jánvári 72' Diallo 87' |

| Szusza Ferenc Stadion, Budapest Nézőszám: 3 439 Játékvezető: Becséri Dániel (magyar) |

| 21. forduló 2012. március 24. 17:30 |

| Diósgyőr               | 1 – 0               | Újpest                   |
| ---------------------- | ------------------- | ------------------------ |
| Escribano 76' Vági 24' | (0 – 0) Jegyzőkönyv | Vasiljević 43' Lázár 68' |

| DVTK-stadion, Miskolc Nézőszám: 9 300 Játékvezető: Solymosi Péter (magyar) |

| 22. forduló 2012. április 1. 16:00 |

| Újpest                                        | 1 – 5               | Debreceni VSC                                                                                |
| --------------------------------------------- | ------------------- | -------------------------------------------------------------------------------------------- |
| Kabát 83' (11-esből) Litauszki 26' Lipták 55' | (0 – 3) Jegyzőkönyv | Szakály 8' Bódi 21' 73' Coulibaly 39' 59' Nagy 24' Nikolić 42' Varga 58' Rezes 78' Illés 82' |

| Szusza Ferenc Stadion, Budapest Nézőszám: 4 312 Játékvezető: Szabó Zsolt (magyar) |

| 23. forduló 2012. április 7. 18:00 |

| Pécsi MFC                   | 0 – 0               | Újpest        |
| --------------------------- | ------------------- | ------------- |
| Simonfalvi 28' Marković 90' | (0 – 0) Jegyzőkönyv | Litauszki 56' |

| PMFC Stadion, Pécs Nézőszám: 2 600 Játékvezető: Vad István (magyar) |

| 24. forduló 2012. április 15. 18:00 |

| Újpest                                                        | 2 – 0               | Budapest Honvéd                     |
| ------------------------------------------------------------- | ------------------- | ----------------------------------- |
| Vasiljević 4' 34' Rajczi 79' Lipták 5' Balajcza 26' Simon 77' | (1 – 0) Jegyzőkönyv | Délczeg 44' Johnson 55' Faggyas 81' |

| Szusza Ferenc Stadion, Budapest Nézőszám: 3 474 Játékvezető: Kassai Viktor (magyar) |

| 25. forduló 2012. április 21. 18:00 |

| Haladás              | 1 – 1                         | Újpest                                       |
| -------------------- | ----------------------------- | -------------------------------------------- |
| Kenesei 13' Nagy 53' | (1 – 0) Jegyzőkönyv Részletek | Balogh 80' Kiss 54' Eninful 61' Rajczi 90+2′ |

| Rohonci úti stadion, Szombathely Nézőszám: 5 800 Játékvezető: Szilasi Szabolcs (magyar) |

| 26. forduló 2012. április 28. 15:00 |

| Újpest                                   | 2 – 0               | Vasas SC                    |
| ---------------------------------------- | ------------------- | --------------------------- |
| Vasiljević 48' (11-esből) Lipták 65' 55' | (0 – 0) Jegyzőkönyv | Mehmedagić 47' Görgényi 78' |

| Szusza Ferenc Stadion, Budapest Nézőszám: 3 584 Játékvezető: Solymosi Péter (magyar) |

| 27. forduló 2012. május 5. 17:00 |

| Zalaegerszegi TE                                           | 1 – 1               | Újpest                                      |
| ---------------------------------------------------------- | ------------------- | ------------------------------------------- |
| Máté 46' Szakály 51' Szalai 74' Kocsárdi 85' Bogunović 87' | (0 – 0) Jegyzőkönyv | Vasiljević 75' (11-esből) 45' Proesmans 62' |

| ZTE Aréna, Zalaegerszeg Nézőszám: 2 235 Játékvezető: Andó-Szabó Sándor (magyar) |

| 28. forduló 2012. május 12. 15:00 |

| Újpest                                                    | 1 – 1               | Ferencváros                             |
| --------------------------------------------------------- | ------------------- | --------------------------------------- |
| Vasiljević 82' (11-esből) Nagy 17' Eninful 38' Lipták 81' | (0 – 1) Jegyzőkönyv | Grúz 22' 82′ Jovanović 18' Pölöskey 90' |

| Szusza Ferenc Stadion, Budapest Nézőszám: 9 527 Játékvezető: Kassai Viktor (magyar) |

| 29. forduló 2012. május 18. 18:00 |

| Kecskeméti TE        | 0 – 0               | Újpest                  |
| -------------------- | ------------------- | ----------------------- |
| Savić 89' Mohl 90+2' | (0 – 0) Jegyzőkönyv | Kiss 55' Mihajlović 69' |

| Széktói Stadion, Kecskemét Nézőszám: 3 578 Játékvezető: Vad II. István (magyar) |

| 30. forduló 2012. május 27. 15:30 |

| Újpest                                                     | 0 – 2               | Videoton                                                       |
| ---------------------------------------------------------- | ------------------- | -------------------------------------------------------------- |
| Remili 20' Vasiljević 22' Lipták 29' Pollák 59′ Rajczi 73' | (0 – 0) Jegyzőkönyv | Perić 88' 89' Nikolić 4' Szolnoki 14' Caneira 20′ Mitrović 67' |

| Szusza Ferenc Stadion, Budapest Nézőszám: 2 837 Játékvezető: Bognár Tamás (magyar) |

#### A bajnokság végeredménye
| #   | Csapat            | M  | GY | D  | V  | G+ – G– | GK  | P                                                      | Megjegyzések                                   |
| --- | ----------------- | -- | -- | -- | -- | ------- | --- | ------------------------------------------------------ | ---------------------------------------------- |
| 1.  | Debreceni VSC     | 30 | 22 | 8  | 0  | 64–18   | +46 | 74                                                     | 2012–2013-as Bajnokok Ligája – 2. selejtezőkör |
| 2.  | Videoton          | 30 | 21 | 3  | 6  | 58–19   | +39 | 66                                                     | 2012–2013-as Európa-liga – 2. selejtezőkör     |
| 3.  | Győri ETO         | 30 | 20 | 3  | 7  | 56–31   | +25 | 63 \|style="background-color: #FAFAFA;"\|              |                                                |
| 4.  | Budapest Honvéd   | 30 | 13 | 7  | 10 | 48–40   | +8  | 46                                                     | 2012–2013-as Európa-liga – 1. selejtezőkör     |
| 5.  | Kecskeméti TE     | 30 | 13 | 6  | 11 | 48–38   | +10 | 45 \|rowspan="10" style="background-color: #FAFAFA;"\| |                                                |
| 6.  | Paksi FC          | 30 | 12 | 9  | 9  | 47–51   | −4  | 45                                                     |                                                |
| 7.  | Diósgyőr          | 30 | 13 | 4  | 13 | 42–43   | −1  | 43                                                     |                                                |
| 8.  | Haladás           | 30 | 9  | 11 | 10 | 39–37   | +2  | 38                                                     |                                                |
| 9.  | BFC Siófok        | 30 | 9  | 9  | 12 | 30–41   | −11 | 36                                                     |                                                |
| 10. | Kaposvári Rákóczi | 30 | 7  | 14 | 9  | 35–42   | −7  | 35                                                     |                                                |
| 11. | Ferencváros       | 30 | 9  | 7  | 14 | 31–36   | −5  | 34                                                     |                                                |
| 12. | Pécsi MFC         | 30 | 8  | 10 | 12 | 36–50   | −14 | 34                                                     |                                                |
| 13. | Újpest            | 30 | 8  | 8  | 14 | 34–46   | −12 | 32                                                     |                                                |
| 14. | Lombard Pápa      | 30 | 8  | 6  | 16 | 26–40   | −14 | 30                                                     |                                                |
| 15. | Vasas             | 30 | 5  | 9  | 16 | 29–51   | −22 | 22                                                     | NB II                                          |
| 16. | Zalaegerszegi TE  | 30 | 1  | 10 | 19 | 25–65   | −40 | 13                                                     | NB II                                          |

Forrás: MLSZ adatbank 
A rangsorolás alapszabályai: 1. összpontszám, 2. győzelmek száma, 3. gólkülönbség, 4. szerzett gólok száma, 5. egymás elleni eredmények összpontszáma,  6. egymás elleni eredmények gólkülönbsége, 7. egymás elleni eredmények szerzett góljainak száma, 8. egymás elleni eredmények idegenben szerzett góljainak száma.
A Vasastól két pontot levontak.
(B): Bajnokcsapat, (K): Kieső csapat, (F): Feljutó csapat, (I): Kupainduló, (R): A rájátszás győztese, (KGY): Kupagyőztes

Jegyzet
- A Győri ETO FC-t az UEFA kizárta, ezért a negyedik helyezett csapat indulhatott a 2012–2013-as Európa-ligában.[2]

#### Az eredmények összesítése
Az alábbi táblázatban összesítve szerepelnek az Újpest FC 2011/12-es bajnokságban elért eredményei.
| Ősz/tavasz (forduló)    | Otthon | Otthon | Otthon | Otthon | Otthon | Otthon | Otthon | Idegenben | Idegenben | Idegenben | Idegenben | Idegenben | Idegenben | Idegenben |
| Ősz/tavasz (forduló)    | M      | GY     | D      | V      | LG–KG  | GK     | P      | M         | GY        | D         | V         | LG–KG     | GK        | P         |
| ----------------------- | ------ | ------ | ------ | ------ | ------ | ------ | ------ | --------- | --------- | --------- | --------- | --------- | --------- | --------- |
| Őszi szezon (1–17.)     | 8      | 4      | 1      | 3      | 17–12  | +5     | 13     | 9         | 1         | 1         | 7         | 5–19      | -14       | 4         |
| Tavaszi szezon (18–30.) | 7      | 3      | 2      | 2      | 10–10  | 0      | 11     | 6         | 0         | 4         | 2         | 2–5       | -3        | 4         |
| Összesen (1–30.)        | 15     | 7      | 3      | 5      | 27–22  | +5     | 24     | 15        | 1         | 5         | 9         | 7–24      | -17       | 8         |

#### Helyezések fordulónként
| Forduló  | 1  | 2  | 3  | 4  | 5  | 6  | 7  | 8  | 9  | 10 | 11 | 12 | 13 | 14 | 15 | 16 | 17 | 18 | 19 | 20 | 21 | 22 | 23 | 24 | 25 | 26 | 27 | 28 | 29 | 30 |
| -------- | -- | -- | -- | -- | -- | -- | -- | -- | -- | -- | -- | -- | -- | -- | -- | -- | -- | -- | -- | -- | -- | -- | -- | -- | -- | -- | -- | -- | -- | -- |
| Helyszín | O  | I  | I  | O  | I  | O  | I  | O  | I  | O  | I  | O  | I  | O  | I  | I  | O  | O  | I  | O  | I  | O  | I  | O  | I  | O  | I  | O  | I  | O  |
| Eredmény | V  | V  | V  | V  | D  | D  | V  | GY | V  | GY | V  | GY | V  | GY | V  | GY | V  | D  | V  | GY | V  | V  | D  | GY | D  | GY | D  | D  | D  | V  |
| Helyezés | 13 | 13 | 14 | 15 | 14 | 14 | 15 | 14 | 14 | 12 | 14 | 13 | 14 | 13 | 13 | 9  | 10 | 11 | 13 | 11 | 12 | 12 | 12 | 12 | 12 | 12 | 11 | 12 | 12 | 13 |

Helyszín: O = Otthon; I = Idegenben. Eredmény: GY = Győzelem; D = Döntetlen; V = Vereség.

### Magyar kupa
3. forduló
| 2011. szeptember 21. 18:00 |

| Dunakanyar-Vác        | 1 – 4               | Újpest                                                  |
| --------------------- | ------------------- | ------------------------------------------------------- |
| Papp 85' Tányéros 41' | (0 – 0) Jegyzőkönyv | Balogh 58' Simon 70' Barczi 82' Magos 90' Egerszegi 38' |

| Ligeti Stadion Nézőszám: 800 Játékvezető: Szőts Gergely (magyar) |

4. forduló
| 2011. október 26. 14:00 |

| Szigetszentmiklósi TK                                                                            | 3 – 3               | Újpest                                                      |
| ------------------------------------------------------------------------------------------------ | ------------------- | ----------------------------------------------------------- |
| Bonifert 8' Somorjai 47' 11' Fekete 81' Haman 12' Kvekveskiri 27' Varga 41' Tóth 82' Szamosi 98' | (1 – 0) Jegyzőkönyv | Mihajlović 71' Barczi 74' Marković 85' Tajthy 46' Rubus 75′ |

| Szigetszentmiklós Nézőszám: 500 Játékvezető: Alvaro Garcia Miquel |

- Büntetőrúgások után 3 – 4 lett az eredmény.

5. forduló
| 2011. november 30. 13:00 |

| Kaposvári Rákóczi FC II.  | 2 – 1               | Újpest               |
| ------------------------- | ------------------- | -------------------- |
| Jammeh 79' 89' Diallo 17' | (0 – 1) Jegyzőkönyv | Kabát 35' Lipták 78' |

| Rákóczi Stadion Nézőszám: 800 Játékvezető: Berke Balázs (magyar) |

| 2011. december 3. 16:00 |

| Újpest                                                                        | 2 – 0               | Kaposvári Rákóczi II |
| ----------------------------------------------------------------------------- | ------------------- | -------------------- |
| Remili 4' Rajczi 56' (11-esből) Mihajlović 2' Barczi 34' Lipták 62' Kabát 71' | (1 – 0) Jegyzőkönyv | Major 50' Vadas 74'  |

| Szusza Ferenc Stadion, Budapest Nézőszám: 1 392 Játékvezető: Farkas Ádám (magyar) |

Negyeddöntő
| 2012. február 25. 14:00 |

| Bajai LSE                            | 1 – 3               | Újpest                                    |
| ------------------------------------ | ------------------- | ----------------------------------------- |
| Kormos 76' (11-esből) 87' Villám 34' | (0 – 0) Jegyzőkönyv | Remili 56' 36' Kabát 64' 69' Zamostny 87' |

| Vasvári Pál utcai sporttelep, Baja Nézőszám: 2 500 Játékvezető: Szilasi Szabolcs (magyar) |

| 2012. március 13. 16:00 |

| Újpest                                            | 4 – 0               | Bajai LSE |
| ------------------------------------------------- | ------------------- | --------- |
| Remili 3' 53' Pollák 20' Proesmans 37' Rajczi 78' | (3 – 0) Jegyzőkönyv |           |

| Szusza Ferenc Stadion, Budapest Nézőszám: 1 853 Játékvezető: Varga László (magyar) |

Elődöntő
| 2012. március 21. 19:15 |

| Debreceni VSC                     | 2 – 1               | Újpest                          |
| --------------------------------- | ------------------- | ------------------------------- |
| Méyé 4' Lucas 48' 66' Kulcsár 29' | (1 – 1) Jegyzőkönyv | Kabát 38' Kiss 44' Balogh 90+2' |

| Oláh Gábor utcai stadion, Debrecen Nézőszám: 3 500 Játékvezető: Farkas Ádám (magyar) |

| 2012. április 11. 18:00 |

| Újpest                                       | 1 – 3               | Debreceni VSC                                                |
| -------------------------------------------- | ------------------- | ------------------------------------------------------------ |
| Kabát 55' Pollák 33' Rajczi 62' Jevtić 90+2' | (0 – 0) Jegyzőkönyv | Bódi 58' 84' Szakály 90' 63' Nikolov 55' Máté 68' Korhut 71' |

| Szusza Ferenc Stadion, Budapest Nézőszám: 3 327 Játékvezető: Bognár Tamás (magyar) |

### Magyar labdarúgó-ligakupa

#### Csoportkör (D csoport)
| 1. forduló 2011. augusztus 31. 18:00 |

| Újpest                              | 3 – 3               | Paksi FC                        |
| ----------------------------------- | ------------------- | ------------------------------- |
| Balogh 9' Barczi 22' 40' Rajczi 88′ | (3 – 1) Jegyzőkönyv | Gévay 8' Hrepka 68' Montvai 82' |

| Szusza Ferenc Stadion Nézőszám: 300 Játékvezető: Botló Béla (magyar) |

| 2. forduló 2011. szeptember 7. 18:00 |

| Kecskeméti TE                                                             | 4 – 3               | Újpest                          |
| ------------------------------------------------------------------------- | ------------------- | ------------------------------- |
| Lencse 2' Savić 59' Simon 74' 90+2' Alempijević 19' Lencse 26' Stokić 79′ | (1 – 2) Jegyzőkönyv | Bognár 19' Üveges 35' Szabó 55' |

| Széktói Stadion Nézőszám: 800 Játékvezető: Karakó Ferenc (magyar) |

| 3. forduló 2011. október 5. 18:00 |

| Újpest     | 1 – 0               | Szolnoki MÁV    |
| ---------- | ------------------- | --------------- |
| Rajczi 88' | (0 – 0) Jegyzőkönyv | Urbán-Szabó 29' |

| Szusza Ferenc Stadion Nézőszám: 200 Játékvezető: Mészáros István (magyar) |

| 4. forduló 2011. október 12. 15:00 |

| Szolnoki MÁV                                  | 1 – 3               | Újpest                                                     |
| --------------------------------------------- | ------------------- | ---------------------------------------------------------- |
| Kalmár 90' Benedek 51' Németh 57' Szecsei 82' | (0 – 1) Jegyzőkönyv | Barczi 21' Takács 54' 68' Simon 90' Marković 45' Rubus 66' |

| Tiszaligeti stadion Nézőszám: 100 Játékvezető: Farkas Ádám (magyar) |

| 5. forduló 2011. november 9. 17:00 |

| Újpest                                                    | 4 – 2               | Kecskeméti TE                                        |
| --------------------------------------------------------- | ------------------- | ---------------------------------------------------- |
| Rajczi 15' 49' Mohamed 74' Lázár 85' Snoyl 38' Dombai 42' | (1 – 2) Jegyzőkönyv | Litsingi 19' 43' Lencse 17′ Radanović 84′ Balogh 88' |

| Szusza Ferenc Stadion Nézőszám: 800 Játékvezető: Takács János (magyar) |

| 6. forduló 2011. november 16. 13:00 |

| Paksi FC                                                         | 5 – 3               | Újpest                                          |
| ---------------------------------------------------------------- | ------------------- | ----------------------------------------------- |
| Gévay 18' 78' Hrepka 45' Magasföldi 52' 75' Vayer 77' Sifter 65' | (2 – 1) Jegyzőkönyv | Balogh 8' Electo 51' Marković 66' Privigyei 90' |

| Fehérvári úti stadion Nézőszám: 150 Játékvezető: Becséri Dániel (magyar) |

#### A D csoport végeredménye
| Csapat        | M | Gy | D | V | G+ | G– | Gk  | P  |
| ------------- | - | -- | - | - | -- | -- | --- | -- |
| Kecskeméti TE | 6 | 4  | 1 | 1 | 13 | 10 | +3  | 13 |
| Paksi FC      | 6 | 3  | 1 | 2 | 24 | 11 | +13 | 10 |
| Újpest        | 6 | 3  | 1 | 2 | 17 | 15 | +2  | 10 |
| Szolnoki MÁV  | 6 | 0  | 1 | 5 | 3  | 21 | –18 | 1  |

## Külső hivatkozások
- Az Újpest FC hivatalos honlapja
- A Magyar Labdarúgó Szövetség honlapja, adatbankja
- Újpest szurkolói portál